# Вяча (водохранилище)
Вяча — водохранилище в Минском районе Белоруссии. Расположено на реке Вяча (бассейн Свислочи), в 19 км от Минска. На берегах растёт хвойный лес и кустарники. Есть залив длиной 300 м. Колебания уровня невелики (до 0,2 м).
Водохранилище и его окрестности являются излюбленным местом летнего отдыха минчан и местных жителей. Территория вокруг водохранилища является зоной отдыха, застройка запрещена.

## Параметры
Площадь зеркала 1,7 км², ширина: максимальная — 0,5 км, средняя — 0,32 км, длина — 5,2 км, средняя глубина — 3 м, наибольшая глубина — 8 м. Объём воды 5,1 млн м³. Создано в 1970 году в рекреационных целях. Длина береговой линии 15,2 км. Площадь водосбора в створе гидроузла 108 км².
Средний годовой сток за многолетний период в створе гидроузла — 23,8 млн м³, за половодье — 10,0 млн м³. Половодье приходится на март-май месяцы. Питание реки смешанное, с преобладанием снегового.
Состав сооружений гидроузла включает плотину и водосброс. Плотина земляная, длиной 80 м, с закрытым трубчатым дренажом, крепление верхового откоса — железобетонными плитами, низового — одерновка. Водосброс железобетонный, практического профиля, два пролёта шириной по 5,7 м, с водобойным колодцем, рисбермой, донным водовыпуском. Водосброс обеспечивает расход воды 52,5 м³/с.
Плотина водосброса и автодорожный мост в районе деревни Пильница были построены одновременно с пуском водохранилища, ремонтировались и облагораживались в 1996 и 1999 годах. Второй автодорожный мост расположен в районе поселка Комсомолец.
Вокруг водохранилища — десять оборудованных пляжей с кабинками для переодевания, душами, туалетами, мини-кафе, а также спасательная станция, волейбольная площадка, турники, три обустроенные асфальтированные парковки.
На берегах озера находятся деревни Пильница и Беларучи. Имеется база отдыха, принадлежащая Минскому тракторному заводу, на которой для отдыха предлагаются 2-, 3-, 4-местные отдельные летние домики.
Эксплуатирует водохранилище КУПП «Минскводоканал».

## Галерея

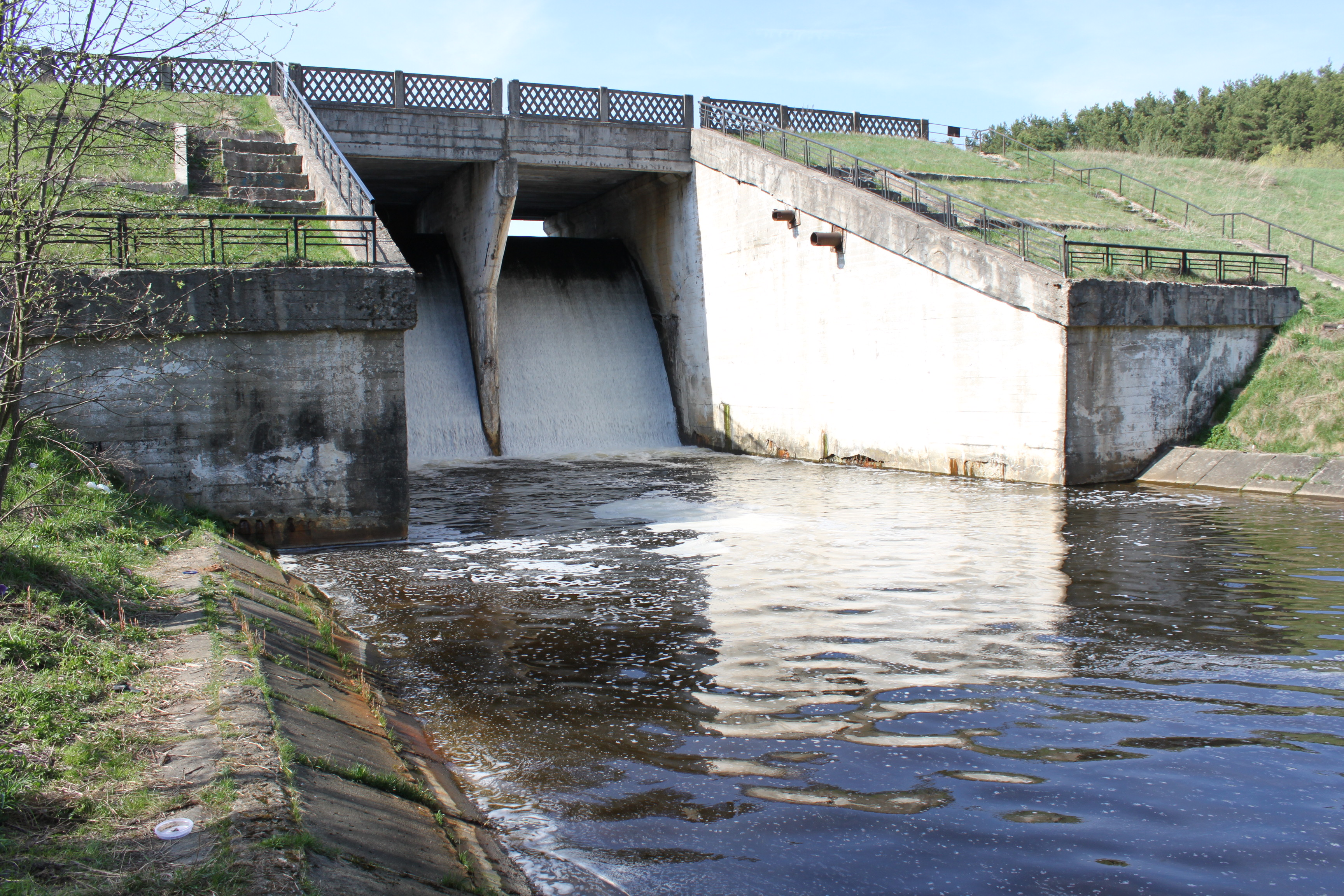
Плотина водосброса со стороны реки Вяча
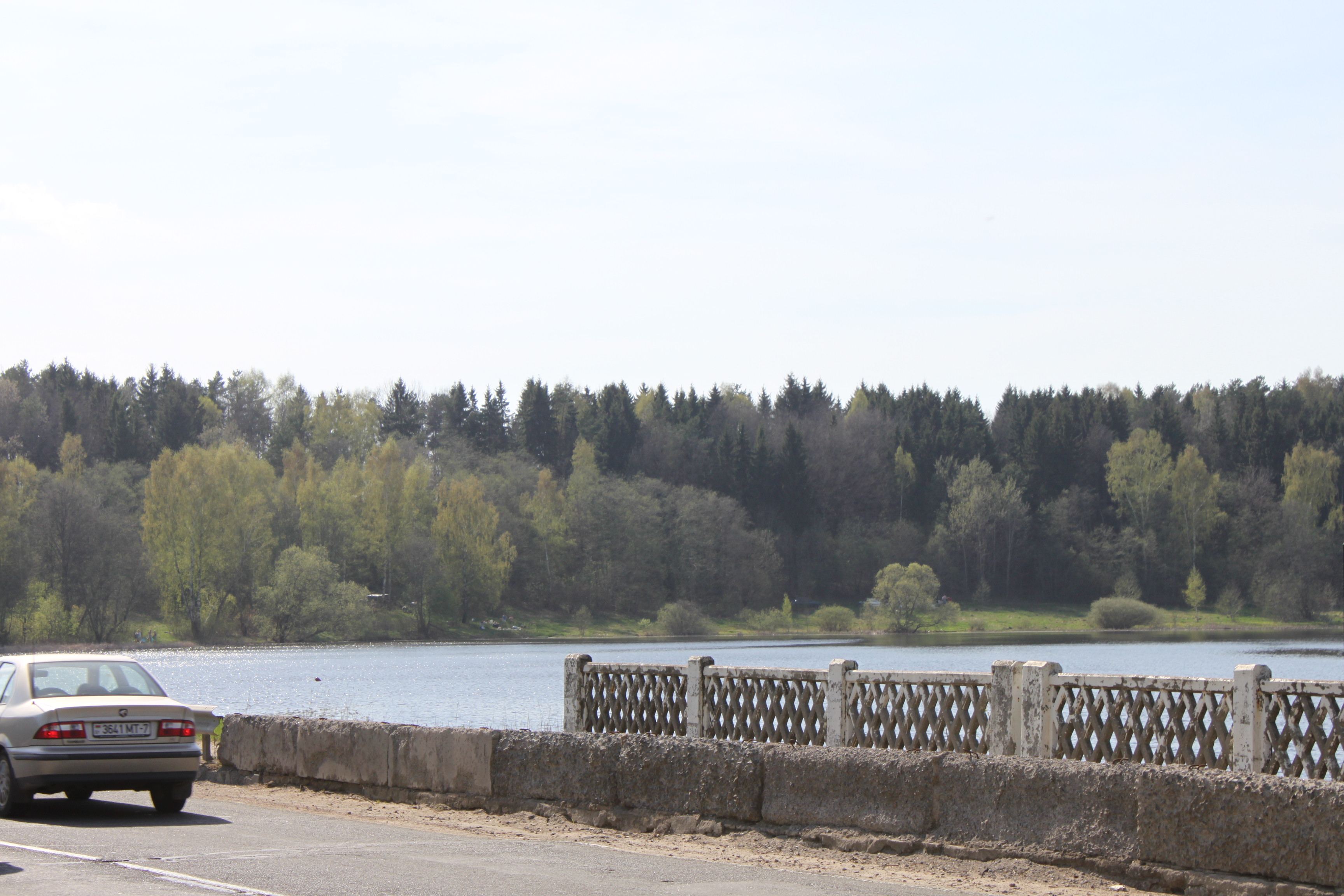
Вид с плотины на водохранилище Вяча
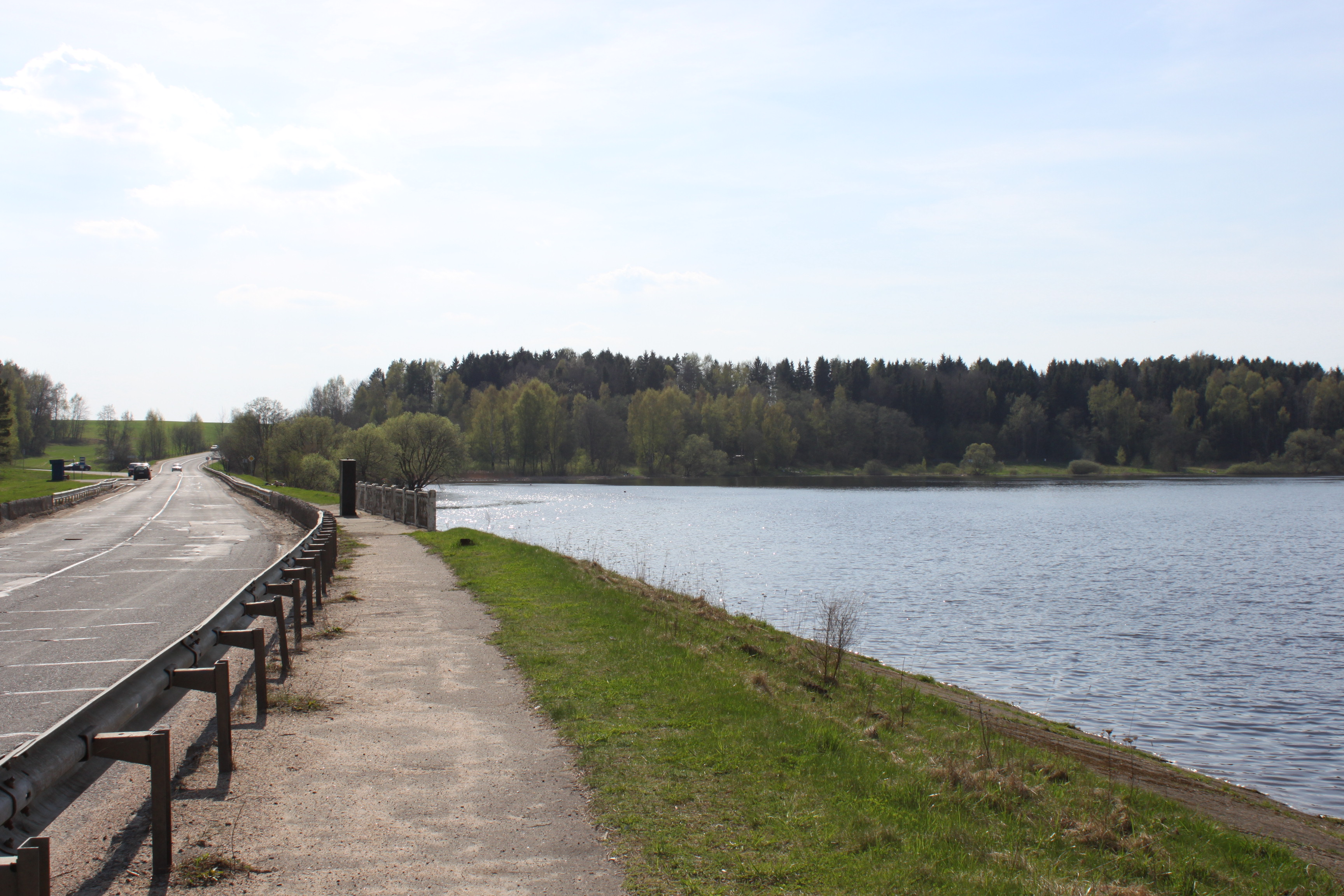
Водохранилище Вяча в районе деревни Пильница
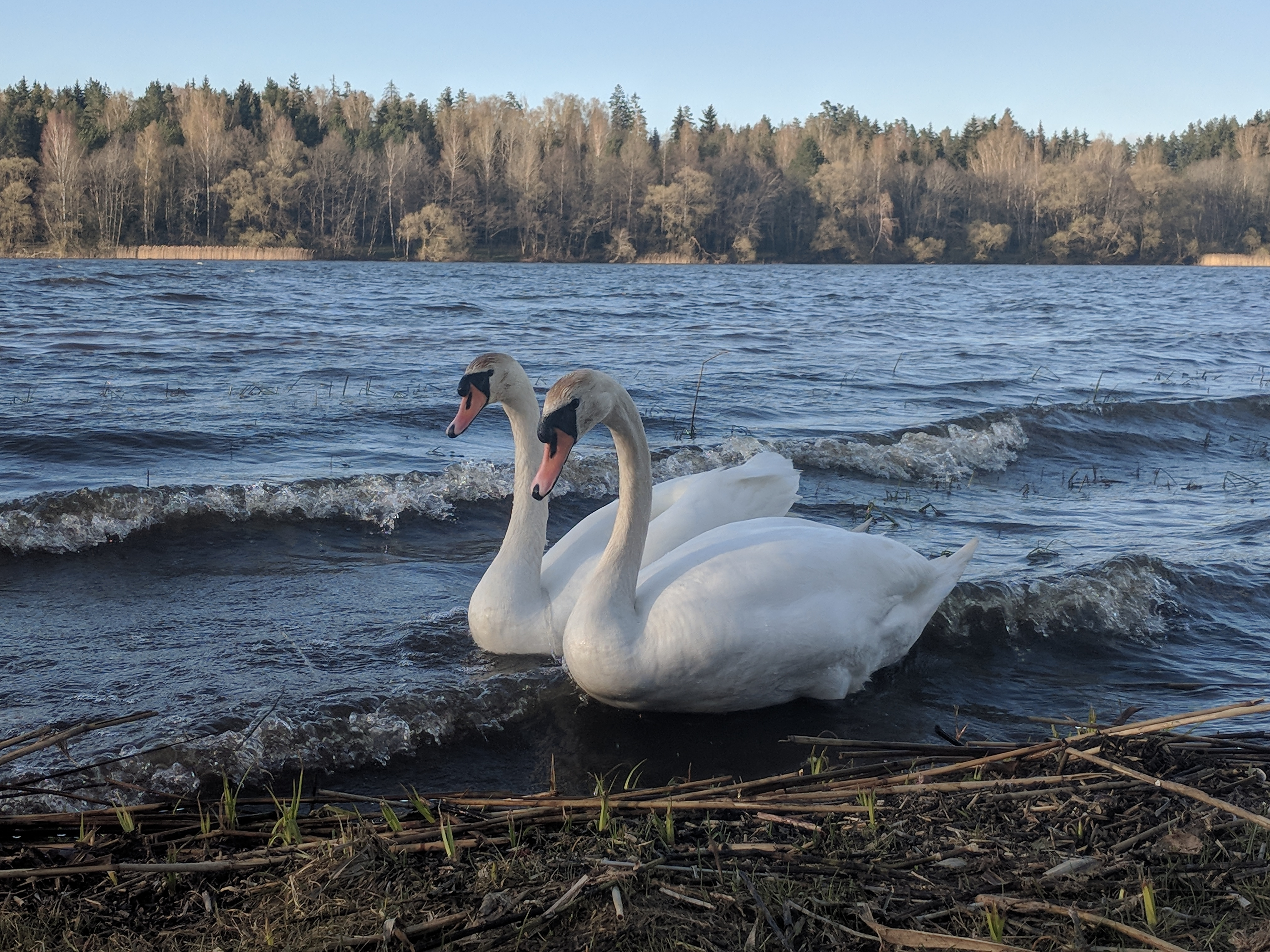